# راؤول ترابيرو
راؤول ترابيرو (بالإسبانية: Raúl Trapero)‏ (12 أبريل 1963 – 15 سبتمبر 2010) هو ملاكم إسبانيا راحل، مثّل بلاده في الألعاب الأولمبية الصيفية 1984.

## روابط خارجية
راؤول ترابيرو على موقع بوكس ريك (الإنجليزية) (registration required)
- راؤول ترابيرو على موقع أوليمبيديا (الإنجليزية)